# Bột giấy

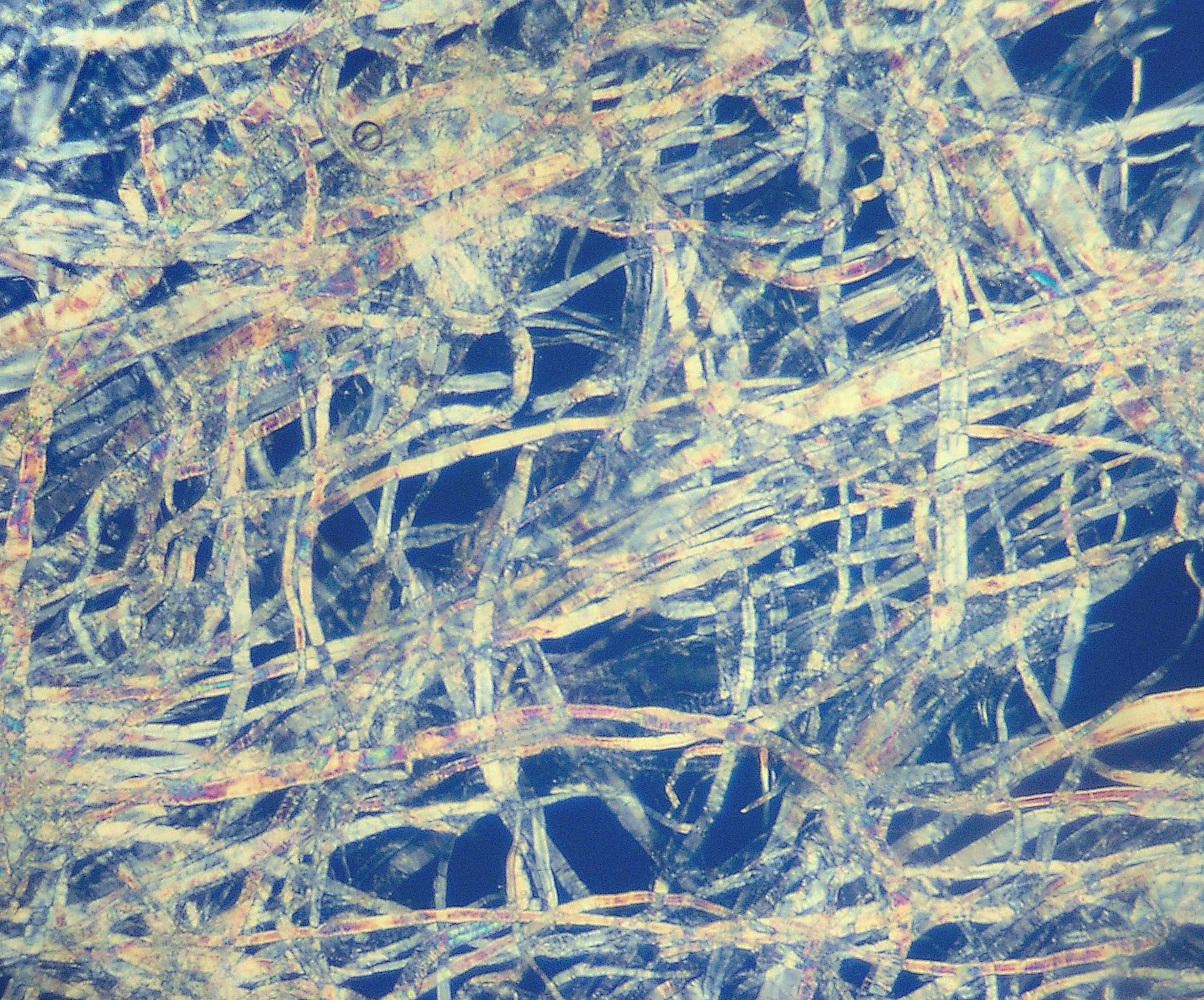
Cấu trúc của các sợi bột giấy

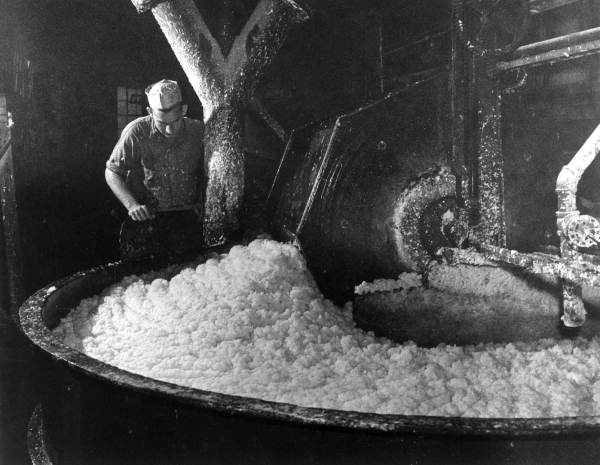
Bột giấy tại một nhà máy giấy gần Pensacola, 1947

Bột giấy là một vật liệu sợi lignocellulose được chuẩn bị bằng cách tách biệt hóa học hoặc cơ học các sợi cellulose từ gỗ, cây lấy sợi, giấy tái chế, hoặc giấy bông. Khi pha với nước và các chất phụ gia hóa học hoặc dựa trên thực vật khác, bột giấy là nguyên liệu chính được sử dụng trong sản xuất giấy và sản xuất công nghiệp các sản phẩm giấy khác.

## Lịch sử
Trước khi sự phát minh được công nhận rộng rãi về sản xuất giấy bởi Thái Luân tại Trung Quốc vào khoảng năm 105 sau CN, các vật liệu viết giống như giấy như papyrus và amate đã được các nền văn minh cổ đại sản xuất bằng các vật liệu thực vật chủ yếu chưa qua xử lý. Các dải vỏ cây hoặc vật liệu sợi bản được dệt lại với nhau, đánh thành tờ thô, sấy khô và đánh bóng bằng tay. Bột giấy được sử dụng trong việc sản xuất giấy hiện đại và truyền thống được phân biệt bằng quy trình ngâm tạo ra một hỗn hợp sợi cellulose mịn, đều hơn được rút ra khỏi dung dịch bằng một màn và sấy khô để tạo thành tờ hoặc cuộn. Giấy sớm nhất sản xuất tại Trung Quốc bao gồm các sợi bản từ cây dâu giấy (kozo) cùng với rơm và mảnh lưới. Vào thế kỷ thứ 6, cây dâu đã được nhà nông Trung Quốc thuần hóa đặc biệt cho mục đích sản xuất bột giấy để sử dụng trong quá trình sản xuất giấy. Ngoài ra, bột giấy cũng được làm từ tre, vỏ bông cỏ, cây gỗ mộc lan xanh, rơm, và bông. Việc sản xuất giấy sử dụng bột giấy từ sợi cần sa và len từ quần áo rách, lưới câu cá và túi vải đã lan rộng đến châu Âu vào thế kỷ 13, với việc sử dụng rags ngày càng tăng đã trở thành yếu tố then chốt trong việc sản xuất và giá cả phải chăng của giấy rách, một yếu tố trong sự phát triển của in ấn.  Vào thế kỷ 19, nhu cầu sản xuất từ ngành sản xuất giấy và in ấn mới công nghiệp hóa đã dẫn đến sự thay đổi về nguyên liệu thô, đáng chú ý nhất là việc sử dụng gỗ dùng để sản xuất bột giấy và các sản phẩm từ cây khác mà ngày nay chiếm hơn 95% sản lượng bột giấy toàn cầu.
Năm bước quan trọng trong quá trình sản xuất giấy cổ của người Trung Quốc được mô tả trong một đồ họa gỗ
- Bước 1, Thu hoạch
- Bước 2, Nấu
- Bước 3, Làm tờ giấy
- Bước 4, Đóng gói
- Bước 5, Sử dụng

Việc sử dụng bột giấy từ gỗ và sự phát minh của các máy sản xuất giấy tự động vào cuối thế kỷ 18 và đầu thế kỷ 19 đã góp phần làm cho giấy trở thành một mặt hàng giá rẻ trong thời đại hiện đại. Mặc dù một số ví dụ sớm nhất về giấy được làm từ bột gỗ bao gồm các công trình được xuất bản bởi Jacob Christian Schäffer vào năm 1765 và Matthias Koops vào năm 1800, sản xuất giấy từ gỗ quy mô lớn bắt đầu vào thập kỷ 1840 với những phát triển đồng thời độc đáo trong quá trình xử lý bột gỗ cơ học được thực hiện bởi Friedrich Gottlob Keller ở Đức và bởi Charles Fenerty tại Nova Scotia. Các quá trình hóa học nhanh chóng theo sau, đầu tiên là việc sử dụng axit sunfurơ để xử lý gỗ của J. Roth, sau đó là bằng sáng chế của Hoa Kỳ về việc sử dụng bisulfit canxi, Ca(HSO3)2, để xử lý gỗ trong năm 1867 của Benjamin Tilghman. Gần một thập kỷ sau, nhà máy sản xuất bột giấy sulfite thương mại đầu tiên được xây dựng, ở Thụy Điển. Nó sử dụng magnesium làm ion đối trọng và dựa trên công trình của Carl Daniel Ekman. Vào năm 1900, quá trình xử lý bằng sulfite đã trở thành phương pháp chính để sản xuất bột gỗ, vượt qua các phương pháp xử lý cơ học. Quá trình xử lý hóa học cạnh tranh, quá trình sulfate, hoặc quá trình kraft, được phát triển bởi Carl F. Dahl vào năm 1879; nhà máy kraft đầu tiên được khởi động, ở Thụy Điển, vào năm 1890. Sự phát minh của lò hơi phục hồi, bởi G.H. Tomlinson vào đầu thập kỷ 1930, cho phép các nhà máy kraft tái chế gần như tất cả các hóa chất xử lý bột giấy của họ. Điều này, cùng với khả năng của quá trình kraft chấp nhận nhiều loại gỗ hơn và tạo ra các sợi mạnh hơn, đã khiến quá trình kraft trở thành quá trình xử lý bột giấy chủ đạo, bắt đầu từ thập kỷ 1940.
Sản lượng bột giấy từ gỗ toàn cầu vào năm 2006 là 175 triệu tấn (160 triệu tấn). Trong năm trước đó, 63 triệu tấn (57 triệu tấn) bột giấy thị trường (không được chế biến thành giấy tại cùng một cơ sở) đã được bán, với Canada là nguồn lớn nhất chiếm 21 phần trăm tổng số, tiếp theo là Hoa Kỳ với 16 phần trăm. Các nguồn cung cấp sợi gỗ cần thiết cho quá trình nấu bột là "45% phế liệu từ xưởng cưa, 21% gỗ và mảnh gỗ, và 34% giấy tái chế" (Canada, 2014). Bột giấy hóa học chiếm đến 93% tổng số bột giấy thị trường.

## Quy trình sản xuất
Bột giấy có thể được sản xuất từ gỗ, sợi bông (dính hột), giấy tái sinh, vải và rơm, rạ, cỏ, lanh, gai, đay, bã mía..., có thể được sản xuất bằng phương pháp cơ học, phương pháp hóa học và phương pháp nửa hóa học.
Bột giấy từ gỗ: gỗ được bóc vỏ, rửa, chặt thành từng mảnh trong máy băm, lọc qua máy sàng rồi phân loại mảnh dăm theo kích cỡ đồng đều. Dăm gỗ sau đó có thể được xử lý mài, nghiền, nấu (phương pháp cơ học) hoặc bằng hóa chất (phương pháp hóa học) tạo thành bột giấy thô (chưa tẩy). Sau đó bột này mới được đưa đi tẩy trắng với mức độ tùy theo yêu cầu, rồi pha loãng để đưa qua máy xeo cán thành giấy cuộn.

## Phân loại
Theo nguyên liệu: Bột giấy từ gỗ và bột giấy phi gỗ; theo phương pháp chế biến: cơ học, hóa học, bán cơ học; theo bước thực hiện: đã tẩy trắng và chưa tẩy trắng
1. Bột giấy tẩy trắng (bleached pulp): Bột giấy được tẩy trắng trong quá trình sản xuất để có độ trắng ở mức cao
2. Bột giấy không tẩy trắng (unbleached pulp): Bột giấy không được tẩy trắng trong quá trình sản xuất.
3. Bột giấy bán tẩy trắng (semi-bleached pulp): Bột giấy chỉ được tẩy trắng nhẹ và có độ trắng ở mức thấp.
4. Bột giấy gỗ mềm: gỗ của các cây lá kim như tùng, bách, thông
5. Bột giấy gỗ cứng: gỗ của các cây lá bản
6. Bột giấy từ gỗ, sản xuất bằng phương pháp cơ học
7. Bột giấy từ gỗ, sản xuất bằng phương pháp nửa hóa học
8. Bột giấy phi gỗ (nonwood pulp): Bột giấy được sản xuất từ các loại nguyên liệu không phải thân gỗ. Ví dụ: các loại tre, nứa; các phụ phẩm của cây lương thực (rơm, rạ...); bã mía; các loại cỏ (lau, sậy, cỏ bàng...); các loại nguyên liệu của ngành dệt (bông, lanh, gai...); các loại vỏ cây (dó, đay, dâu...). Các loại giấy manila làm Tập tin folder chính là được sản xuất từ các nguyên liệu này.
9. Bột giấy không hòa tan, anpha-xenluylô (alpha cellulose): Phần bột giấy không hòa tan trong dung dịch NaOH 17,5% ở nhiệt độ 20 °C.
10. Bột giấy hòa tan (dissolving pulp): Bột giấy hóa học đã được tẩy trắng có hàm lượng anpha-xenluylô cao. Loại bột giấy này được sử dụng để hòa tan trong các dung môi thích hợp, chế biến ra dạng sản phẩm như xenlôphan, sợi nhân tạo... hoặc kết hợp với các loại hóa chất khác để tạo ra các dẫn xuất của xenluylô như axetat, nitrat...
11. Bột giấy từ gỗ, sản xuất bằng phương pháp hóa học, loại không hòa tan
12. Bột giấy tái chế, từ bìa giấy, giấy phế thải hoặc phế liệu và các chất liệu sợi cellulose khác

Bột giấy và do đó, giấy thường được đánh giá chất lượng qua thành phần xơ sợi. Sợi càng dài thì chất lượng giấy càng bền, dai. Ngoài ra, người ta còn phân biệt bột giấy theo tỷ lệ phần trăm thành phần bột tái chế.

## Thuộc tính của bột giấy
- Phần trăm tro
- Độ trắng
- Độ sáng
- Tính dẫn điện
- Tỷ lệ rác thải
- Độ dài sợi
- Chỉ số Kappa: Chỉ số Kappa là chỉ số đặc trưng cho độ cứng, khả năng tẩy trắng của bột giấy, được mô tả trong TAPPI T236.
- Độ bền xé
- Độ nhớt